# Telejogo II
Telejogo II là một máy chơi trò chơi điện tử tại gia chuyên dụng thế hệ đầu tiên do hai hãng Philco và Ford sản xuất và phát hành vào năm 1979 tại Brasil, là phiên bản kế thừa của máy chơi game Telejogo.
Trái ngược với phiên bản tiền nhiệm, các nút điều khiển không còn được gắn chặt vào vỏ của máy chơi game mà có thể tháo rời ra được.

## Game
Nhờ bộ chipset AY-3-8610 được tích hợp, hệ máy này có thể chơi được mười tựa game sau đây:
- Hockey
- Tênis
- Paredão I
- Paredão II
- Basquete I
- Basquete II
- Futebol
- Barreira
- Tiro Alvo I
- Tiro Alvo II